# Coral Paulistano Mário de Andrade
O Coral Paulistano é um coral existente na cidade de São Paulo e um dos corpos artísticos do Theatro Municipal de São Paulo.
O coral é formado por 45 cantores de sólida formação musical e atua em apresentações com repertório a capella de diversos períodos, especialmente de compositores brasileiros do século XX. Dependendo do repertório, o grupo também se apresenta com músicos convidados e em concertos ou óperas junto com o Coro Lírico Municipal de São Paulo, Orquestra Sinfônica Municipal de São Paulo, Balé da Cidade de São Paulo e Orquestra Experimental de Repertório.

## História
O Coral Paulistano foi criado por iniciativa de Mário de Andrade em 1936 com o objetivo de levar música brasileira, principalmente erudita, ao Theatro Municipal, valorizando os compositores brasileiros e mostrando à cidade de São Paulo a importância do movimento nacionalista que surgiu principalmente após a Semana de Arte Moderna.
Desde a sua criação, o grupo já foi regido por importantes maestros como Camargo Guarnieri, Fructuoso Vianna, Miguel Arqueróns, Tullio Colacioppo, Abel Rocha, Zwinglio Faustini, Antão Fernandes, Samuel Kerr, Henrique Gregori, Roberto Casemiro, Mara Campos, Tiago Pinheiro, Bruno Greco Facio, Martinho Lutero Galati, Naomi Munakata e Maíra Ferreira (atual regente titular).
Em 2013 o maestro John Neschling, então diretor artístico do Theatro Municipal, chegou a propor a fusão do Coral Paulistano com o Coro Lírico Municipal de São Paulo, objetivando direcionar o teatro para as apresentações de ópera. A proposta gerou repercussão negativa e críticas por parte da imprensa, pois havia a expectativa de que, com a fusão, o grupo que acabaria sendo sacrificado seria o Coral Paulistano.
A notícia da possível fusão agitou o meio cultural, sendo criada inclusive uma petição pública contra a extinção Coral Paulistano. Graças à pressão popular, a proposta de fusão foi descartada e a vocação do Coral Paulistano de interpretar o repertório erudito brasileiro, que foi perdida com o tempo, foi retomada e refortalecida. Desde então o coral foi rebatizado e passou a se chamar Coral Paulistano Mário de Andrade. Atualmente o grupo conta com direção artística própria ligada ao núcleo de formação do Theatro Municipal e possui programação extensa de apresentações de música brasileira e música erudita internacional em diferentes espaços da cidade.